# ヴェア (紋章学)

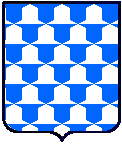
ヴェア

ヴェア（英: 仏: 古仏: vair）は、紋章学においてリスの毛皮を表すティンクチャーであり、「毛皮模様 (furs) 」と呼ばれる種類のティンクチャーに属する。なお、ティンクチャーとは紋章学における紋様の要素である原色・金属色・毛皮模様の総称である。
古典的な白黒の印刷物や硬貨の刻印をはじめとする彫刻では色を表すことができないため、ペトラ・サンクタの方法 (System of Petra Sancta) と呼ばれる手法が用いられるが、毛皮模様も各所の色の沿ってその他の原色や金属色のティンクチャーの表現方法に準じて表現される。

## 解説

### 語源
ヴェアという言葉は、ラテン語で「まだら」を意味する varius を語源とする。このラテン語の単語を由来とするフランス語の vair から中英語に取り入れられ、「まだらの毛皮」を意味する veir 及び vaire に由来している。

### 図柄

ヴェアの模様のピース

ヴェアリー・オーア・アンド・ギュールズ

ヴェアは、アーミンの図柄の元になっているシロテンの毛皮と同様に中世の支配者によって非常に珍重されたリスの毛皮に由来している。外套の裏地に頻繁に使われたリスは、外見上、背中側の毛皮が青灰色で腹側が白色という特徴があったが、これまでにリスの正確な種類は特定されていない。リスの毛皮は、背中と腹側の毛皮のカップ形のピースが互い違いになるように一緒に縫い込まれ、青灰色と灰白色の模様を形作る。これを紋章の線画と彩色で単純化したものが、青と白が互い違いに現れるヴェアのティンクチャーである。
ヴェアは、同時にアージェントとアジュールの2色のティンクチャーを用いるが、これ以外にも様々な色の組み合わせのものが見つかっており、各々それ自身の名前による異なるアレンジの中に見られる。アージェントとアジュール以外のティンクチャーを用いたヴェアは、ヴェアリー (vairy) （又は vairé ）と呼ばれ、具体的に金属色と原色を用いて記述される。右図の具体例は、オーアとギュールズの組み合わせによるヴェアリーである。
最も古い記録では、ヴェアは縦に波打つ波形 (wavy) 又は雲形 (nebuly) の曲線とまっすぐな水平線を交互に描くことで表現されている。これらは時折、vair onde 又は vair ancient として紋章記述に記述される。好例として、ジョフロワ5世の墓に描かれている外套の裏地で見られる。

### 変形
ヴェアには3つの変形があり、これらはヴェアの各ピースの位置をずらしたり、反転させたりすることで表現されており、独立した1つのティンクチャーと見なされている。
カウンター・ヴェア (Counter-vair) は、通常は水平線を境に青と白が背中合わせになっているものを白同士、青同士で背中合わせになるように反転させたものである。また、ヴェア・イン・ペイル (Vair in pale) は、カウンター・ヴェアで背中合わせになっているピースをすべて同じ方向に向け、青のピースと白のピースが縦に並ぶようにしたものである。最後に、ヴェア・アンプワント (Vair-en-pointe) は、ヴェア・イン・ペイルと同じ配置で縦に白と青が交互に来るようにして白と青のピースが上下の列と互い違いにつながるようにしたもので、それぞれの色が波状の模様を描いているものである。

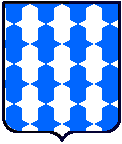
カウンター・ヴェア
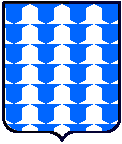
ヴェア・イン・ペイル
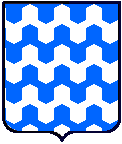
ヴェア・アンプワント